# Desatormentándonos
Desatormentándonos es el disco debut de la banda argentina Pescado Rabioso y el cuarto con participación decisiva de Luis Alberto Spinetta. 
Fue editado en 1972 por Microfón.
La banda estuvo integrada por Spinetta (voz y guitarra), Black Amaya (batería) y Osvaldo "Bocón" Frascino (bajo) y contó con la participación de Carlos Cutaia como músico invitado en el tema "Serpiente (Viaja por la sal)", incorporándose luego al grupo como miembro fijo. Una vez finalizada la grabación del álbum el "Bocón" Frascino fue reemplazado por David Lebón, quien no participa en el disco original, pero si en dos temas agregados como bonus tracks en ediciones posteriores a 1996. 
El tema "El monstruo de la laguna" (titulado "Algo flota en la laguna" en ediciones posteriores) ha sido posicionado n.º 61 entre los 100 mejores temas de la historia del rock argentino, en la encuesta organizada por el sitio rock.com.ar.
Fue grabado en los Estudios Phonalex de Buenos Aires en 1972 y lanzado en septiembre de ese año. En las reediciones en vinilo del álbum de 1985 y 1990 fue incluido como tercer track del lado B el tema "Me gusta ese tajo". Pero en las reediciones en CD de 1996 y 2008, se volvió a la edición original con tres bonus tracks: "Me gusta ese tajo", "Despiértate nena" y "Post-Crucifixión", en ese orden.
En 2009, Spinetta eligió un tema del álbum original, "Serpiente (Viaja por la sal)", para incluirlo en el recital histórico Spinetta y las Bandas Eternas en el que repasó toda su obra. Además, incluyó a los tres temas agregados como bonus tracks al disco, al momento de realizar la edición del CD: "Despiértate nena", "Me gusta ese tajo" y "Post-crucifixión".

## Contexto
A fines de 1970 se había disuelto Almendra, la histórica banda fundadora del "rock nacional" argentino, integrada por Luis Alberto Spinetta, Emilio del Guercio, Edelmiro Molinari y Rodolfo García. Luego de la separación, Spinetta realizó un largo viaje por Europa durante la mayor parte de 1971 y al volver formó el trío Pescado Rabioso, junto Black Amaya (batería) y Osvaldo "Bocón" Frascino (bajo) quien más tarde fue reemplazado por David Lebon. Con esa formación debutó en mayo de 1972. Poco después, durante la grabación de Desatormentándonos, se sumaría Carlos Cutaia en teclados.
En 1972 Argentina vivía un momento de ebullición política. La dictadura militar gobernante autodenominada "Revolución Argentina", estaba en retroceso debido a las grandes sublevaciones populares y juveniles a partir del Cordobazo en 1969, y la formación de grupos guerrilleros. Se había visto obligada a levantar la prohibición del peronismo, permitir la radicación en el país del expresidente Juan Domingo Perón, derrocado en 1955 y llamar a elecciones democráticas en marzo de 1973, en las que ganaría el peronismo por amplio margen.
A este momento alude el mensaje escrito por Spinetta en el sobre interno del álbum:

El pueblo es la estrella mágica. Todos la vemos parecerse al río. Los gusanos de los emperadores trepidan en apocalíptico festín. Ellos no tienen tiempo de recurrir a las armas. La estrella las fusionó todas en un plano infinito. La cabellera de los torturadores sangra en mi carro. Nosotros: desatormentándonos para siempre.

PD: Yo te amo Beatles.
PESCADO RABIOSO

En 1991, hablando de la primera etapa de Pescado Rabioso, Spinetta decía:

Podemos decir que en Pescado lo que prevalece es esa ira, esa descarga de rabia.
Luis Alberto Spinetta

La película Hasta que se ponga el Sol (1973) de Aníbal Uset, registra un recital de Pescado Rabioso en 1972, en el que Spinetta aparece con una sirena policial en su espalda, aludiendo a la represión policial en la última etapa de la dictadura de Lanusse.
Por entonces, la corriente denominada "rock nacional" argentino estaba en pleno auge -en sintonía con un momento de gran protagonismo juvenil-, desde que en 1967 Los Gatos lanzaran el éxito "La Balsa", proliferando bandas que abrían las más diversas corrientes. Ese auge, concentrado principalmente en la ciudad de Buenos Aires, se vio expresado en 1970 por la primera edición del festival B.A. Rock, que sorprendió a propios y extraños al reunir a 30.000 jóvenes.

## El álbum
Desatormentándonos es un álbum de blues, psicodelia y rock pesado, en un momento en que el rock pesado recién comenzaba a nivel mundial, pero alternando fragmentos líricos y corales con guitarras eléctricas fuertemente distorsionadas.
Spinetta le asignaba al disco un espíritu de rebeldía y una mentalidad paranoica proveniente de la etapa francesa de su viaje y del momento histórico del país y de la juventud.
Los dos textos incluidos en el sobre del disco terminan con la misma postdata: "Yo te amo BEATLES". Spinetta ratifica así la influencia crucial que Los Beatles tuvieron en él, en un álbum que reconoce influencias más directas en Led Zeppelin y Jimi Hendrix.
El álbum tuvo reediciones en 1980, 1985, 1990, 1996, 2003 y 2008. En las reediciones de 1985 y 1990 se le agregó "Me gusta ese tajo" como tercer tema del lado B. En las reediciones en CD de 1996 y 2008, se le agregaron como bonus tracks los temas "Me gusta ese tajo", "Despiértate nena" y "Post-crucifixión", en ese orden. La reedición en CD de 2003 se limitó a los cinco temas originales sin agregados.

### La portada
La portada del álbum fue dibujada por Gustavo Spinetta, hermano de Luis, y Jorge Gonzalo Vizñovezky. Se trata de una pintura abstracta, que ocupa toda la portada, de gran impacto visual y colorido, con predominio del rojo y el azul.

### El título
El título está ligado a dos palabras, "tormenta" y "tormento", pero usando el prefijo negativo "des" para crear una inusual expresión, "des-atormentar", con en el fin poner el acento en la eliminación de la tormenta y el tormento, ambas situaciones muy ligadas al momento en que el álbum fue realizado de finalización de la dictadura militar que gobernó Argentina entre 1966 y 1973.
Spinetta utiliza varias veces la expresión "tortura", cuando se refiere al álbum, en especial en el mensaje escrito en el sobre interno:

La cabellera de los torturadores sangra en mi carro. Nosotros: desatormentándonos para siempre. (Sobre interno del álbum)

Por su parte, el tema "El monstruo de la laguna", se refiere a la "tempestad" como una entidad malvada que viola niños ("coge nidos").
En este texto el título está complementado con la expresión "para siempre", que recuerda a la expresión "nunca más" que se utilizará en el futuro, al salir de la dictadura que transcurrió entre 1976 y 1983.

Hoy (1988) yo veo mas claro que ya no es tan inminente un choque frontal con este enemigo. En los tiempos de Pescado me parecía que uno tenía que atacar fulminantemente. Como si desatormentar fuese limpiar.
Luis Alberto Spinetta

Spinetta también diría en 1988 sobre el significado de "desatormentar":

La violencia de la música y de los nombres del grupo y del disco eran un armamento para luchar contra la mediocridad y evitar que se estableciera un vínculo sobre la base de la chatura de algo anterior.
Siempre temí que a la gente le quede lo menos sustancioso y perdure una imagen de vos que no tolerás. Desatormentándonos era oponerse a esa mentalidad argentina que erige ídolos para luego desmitificarlos.
Yo esperaba que esa violencia reaccionase por medio de la creatividad, porque si uno se expresa no puede estar atormentado por las cosas.
La creatividad sería una forma de suprimir el dolor que da despegar, sería una forma de despegar sin pensar que es algo imperativo, sino que el hecho de despegar sea siempre lo presente. Por otra parte, los estados paranoicos, los escritos que hice en Francia, me habían dejado la sensación de que me había marcado rutas tempestuosas dentro de mí y que también había visto profundos abismos. Desatormentándonos implicaba moverse en esas aguas, como si se pudiera sumergir una linterna para observar lo que pasa alrededor, y asumiendo que todo eso forma parte de uno...
Luis Alberto Spinetta

### Los temas
El álbum empieza con "Blues de Cris", un blues pesado que marcará la tónica musical del álbum. Cris es Cristina Bustamante, la primera novia de Spinetta, inspiradora del famoso tema "Muchacha (ojos de papel)". El tema expresa los sentimientos del músico ante el fin de la relación con su novia, escribiendo, entre otras cosas que «atado a mi destino, sus ojos al final olvidaré».
La segunda canción, "El jardinero (Temprano amaneció)", es otro blues pesado que dura 9 minutos y comienza diciendo: "Una mañana amanece el jardinero y observa la destrucción del mundo que lo rodea...". Años después, analizando la etapa de Pescado Rabioso, Spinetta destaca este tema como representativo de aquel momento que define como "medio punk", ligado a "un estado de ánimo que circuló en esa época, a través de mucha gente, en especial la juventud. Creo que yo estaba a la orden del día con ese asunto. El odio a la injusticia de los torturadores es una constante en mi obra".

Temas como "El Jardinero", donde yo grito como un animal, eran medio punk.
Luis Alberto Spinetta.

Si "El Jardinero..." es un tema "punk" y violento, el tercer track, "Dulce 3 nocturno", obra de Spinetta-Frascino-Amaya, cierra el lado A, con un tema acústico y relajado, cantado a tres voces, en el que tanto la guitarra líder como la primera voz, son interpretada por el Bocón Frascino, mientras Black Amaya utiliza los platillos para crear un clima oceánico. Spinetta ha dicho que es un tema muy significativo, fundador de Pescado Rabioso y que el número tres del nombre, es por ellos tres. En esta canción Spinetta anticipa una línea de composición que más adelante se haría patente en Invisible, en canciones como "Los libros de la buena memoria" o "Durazno Sangrando".
El lado B del disco original de vinilo tiene solo dos temas. El primero, "El monstruo de la laguna", está considerado como uno de los 100 mejores temas del rock argentino. Fue compuesto por Spinetta y Frascino. Se trata de un rock pesado, lleno de riffs y solos de guitarra y de bajo, que aborda un tema de terror, con evidentes[cita requerida] connotaciones relacionadas con el momento histórico. 

Hay un monstruo en la laguna,

justo es el que quiera echarlo.

El disco termina con "Serpiente (Viaja por la sal)", un tema con aires de rock progresivo que dura 9 minutos, que sorprende innovando en el sonido previo de la banda y anticipa rumbos futuros en el estilo de Spinetta, donde se incorpora un órgano Hammond, interpretado por Carlos Cutaia, quien a partir de este momento se incorporaría a la banda. Es el tema más complejo del álbum, con múltiples variaciones de ritmo y melodía.
Otros temas que finalmente no integraron el disco quedaron como composiciones inéditas como "Pibe", "La tabla de nada", "La fiebre paranoica", "Mensaje a las larvas" y "Ya es el momento, ya".

## Sobre interno
El LP llevaba en el sobre interno dos textos escritos por Luis Alberto Spinetta, uno relacionado con el sentido del álbum y el otro referido al trabajo de hacer el álbum y las personas que participaron. Ambos textos terminan con la postdata "Yo te amo Beatles".

El pueblo es la estrella mágica. Todos la vemos parecerse al río. Los gusanos de los emperadores trepidan en apocalíptico festín. Ellos no tienen tiempo de recurrir a las armas. La estrella las fusionó todas en un plano infinito. La cabellera de los torturadores sangra en mi carro. Nosotros: desatormentándonos para siempre.

PD: Yo te amo Beatles.
PESCADO RABIOSO

Que nadie se haga preguntas, al que lo desee profundamente ya tiene disco para disfrutar con sus amigos. El disco lo hizo Pescado Rabioso. Se usaron cuatro canales Ampex del estudio Phonalex, en tardes y noches y mañanas de música de Pescado. ¿Consumimos miles de sanguches? Cervezas, cigarrillos, lápices, equipos Marshall, Robertone al mango, hasta un Fonum de la banda. La CAF de Black, los platos eléctricos los puso Black. Fender Stratocaster; Repiso, el bajo de Bocón. WAH WAH, Cutaia y el ropero Hammond más Leslie 900 en Serpiente. Presencias extrañas, vidas extrañas. Caras de Emilio, Alejo, Claudino, Morpa y el Loco, Jorge y el Amor y una cámara de Miguel con Miguel. ¡Oh! Desatormentándonos nosotros pretendemos aclarar. ACLARACIÓN: CARLOS CUTAIA: Órgano en Serpiente. BOCÓN FRASCINO: Bajo, Voz en Dulce 3 Nocturno, guitarra líder en Dulce 3 Nocturno. BLACK AMAYA: Parches 3000, Platos eléctricos. LUIS ALBERTO SPINETTA: Guitarras, Voces, Dichos. INGENIEROS: NORBERTO ORLIAC, GUILLERMO Y UNO ANÓNIMO. TAPA: CARLOS GUSTAVO SPINETTA, JORGE GONZALO VIZÑOVEZKY. CORTE: JORGE BEIRUTTI. PRODUCCIÓN: LUIS ALBERTO SPINETTA. SUSTENTACIÓN Y PACIENCIA: DON OSCAR LÓPEZ. MOVIMIENTO DE EQUIPOS: CHICHO “FARGO” MASSOTA Y LA DON ORIONE BLUES BAND BIS. O sea:Miguel “COTOLENGO”, Guillermo “TUCORO”, Jito el APACHE DE ZOCALO, MUJERES VARIAS, AUTOMOVILES AL MANGO: CACHI, AMIGO AMIGO: JORGE PISTOCCHI.
P.D.: Yo te amo. BEATLES, Septiembre 1972
PESCADO RABIOSO

## Lista de temas
Lado A (Damas)
1. Blues de Cris (Spinetta) - 03:32
2. El jardinero (temprano amaneció) (Spinetta) - 09:04
3. Dulce 3 nocturno (Amaya - Frascino - Spinetta) - 05:09

Lado B (Caballeros)
1. El monstruo de la laguna (retitulado "Algo flota en la laguna") (Frascino - Spinetta) - 05:13
2. Serpiente (Viaja por la sal) (Spinetta) - 08:59

Bonus Tracks en CD:
1. Me gusta ese tajo (Amaya - Frascino - Spinetta) - 2:25
2. Despiértate nena (Spinetta - Amaya) - 3:13
3. Post-crucifixión (Spinetta - Amaya - Cutaia) - 3:44

## Músicos
- Osvaldo Frascino - bajo, guitarra líder y voz en «Dulce 3 nocturno», guitarra base y solo en «Me gusta ese tajo».
- Black Amaya - Parches 3000 y platos eléctricos.
- Luis Alberto Spinetta - Guitarras, voces, dichos.
- Carlos Cutaia - Órgano en «Serpiente (viaja por la sal)» y bonus tracks en CD.
- David Lebón - No participa en el álbum original. Interpreta el bajo y voz en «Despiértate nena» y bajo en «Post-crucifixión».

## Ficha técnica
- Ingenieros: Norberto Orliac, Guillermo y Héctor "Fogerty" Ithurburu.
- Tapa: Carlos Gustavo Spinetta y Jorge Gonzalo Vizñovezky.
- Corte: Jorge Beirutti.
- Producción: Luis Alberto Spinetta.
- Sustentación y Paciencia: Don Oscar López.
- Movimiento de Equipos: Chicho "Fargo" Massota.